# Chromis jubauna
Chromis jubauna är en fiskart som beskrevs av Moura, 1995. Chromis jubauna ingår i släktet Chromis och familjen Pomacentridae. Inga underarter finns listade i Catalogue of Life.